# Гуннар Андерссон
Гуннар Андерссон (швед. Gunnar Andersson, 14 серпня 1928, Арвіка — 1 жовтня 1969, Марсель) — шведський футболіст, що грав на позиції нападника. Найбільш відомий за виступами в клубі «Марсель», у складі якого він став найкращим бомбардиром за всю історію клубу.

## Ігрова кар'єра
Гуннар Андерссон народився 1928 року в місті Арвіка, та є вихованцем футбольної школи клубу «Омол». У дорослому футболі дебютував 1948 року виступами за команду «Гетеборг», в якій грав до 1950 року. У 1950 році Андерссон перейшов до французького клубу «Марсель», у складі якого швидко став гравцем основи, та одним із кращих бомбардирів, двічі ставав найкращим бомбардиром чемпіонату Франції. У 1954 році Гуннар Андерссон отримав французьке громадянство, та зіграв за другу збірну Франції, але за першу збірну Франції він так і не зіграв. У складі «Марселя» нападник грав до 1958 року, та відзначився 169 забитими м'ячами, що залишається рекордним показником для марсельського клубу.
З 1958 до 1963 року Андерссон грав у складі команд вищого французького дивізіону «Монпельє» і «Бордо», пізніше в 1960—1963 грав у складі нижчолігових клубів «Екс», «КАЛ Оран» та «Жиньяк». Завершив ігрову кар'єру Гуннар Андерссон на батьківщині в команді «Арвія», за яку виступав протягом 1963—1964 років.
Помер Гуннар Андерссон 1 жовтня 1969 року на 42-му році життя у місті Марсель.

## Титули і досягнення
- Найкращий бомбардир чемпіонату Франції (1):

1951–1952 (28 голів), 1952–1953 (35 голів)